# Amphipyra schrenckii
Amphipyra schrenckii là một loài bướm đêm trong họ Noctuidae.